# Маульин
Маульин (исп. Maullín) — посёлок в Чили. Административный центр одноимённой коммуны. Население — 3993 человека (2002). Посёлок и коммуна входит в состав провинции Льянкиуэ и области Лос-Лагос.
Территория коммуны —  860,8 км². Численность населения — 14 567 жителей (2007). Плотность населения — 16,92 чел./км².

## Расположение
Посёлок расположен в 57 км на юго-запад от административного центра области города Пуэрто-Монт, в устье реки Маульин.
Коммуна граничит:
- на севере — c коммуной Лос-Муэрмос
- на северо-востоке — c коммуной Пуэрто-Монт
- на востоке — с коммуной Кальбуко
- на юге — c коммуной Анкуд

На западе коммуны расположен Тихий океан.

## Демография
Согласно сведениям, собранным в ходе переписи Национальным институтом статистики,  население коммуны составляет 14 567 человек, из которых 7610 мужчин и 6957 женщин.
Население коммуны составляет 1,83 % от общей численности населения области Лос-Лагос. 56,17 %  относится к сельскому населению и 43,83 % — городское население.

### Важнейшие населенные пункты коммуны
- Маульин (город) — 3993 жителя
- Карельмапу (посёлок) — 2903 жителя